# Meschiidae
Meschiidae (лат.) — семейство полужесткокрылых из подотряда клопов.

## Распространение
Австралия и Океания, Индия. В 2019 году описан новый вид из Китая (Meschia zoui Gao & Malipatil, 2019).

## Описание
Мелкие полужесткокрылые насекомые, длина тела около 5 мм. Буккулы простираются почти до переднего края простернума; гулярная бороздка присутствует. Дыхательные отверстия II—IV расположены почти на краю стернума. Наружный латеротергит II хорошо развит, треугольной формы. Задний край отверстия дорсального пигофора со срединным углублением.

## Классификация
6 видов и 2 рода. Впервые выделено в 2014 году на основании двух родов (одного старого Meschia и одного нового Neomeschia). ранее род Meschia включался в подсемейство Heterogastrinae в составе крупного семейства Lygaeidae, принимаемого в широком таксономическом объёме.
- Meschia Distant, 1910
  - Meschia barrowensis Malipatil, 2014[1]
  - Meschia pugnax Distant, 1910[4]
  - Meschia quadrimaculata Distant, 1910[4]
  - Meschia woodwardi Scudder, 1957
  - Meschia zoui Gao & Malipatil, 2019[3].
- Neomeschia Malipatil, 2014
  - Meschia queenslandensis Malipatil, 2014[1]